# ミッキー17
『ミッキー17』（ミッキーセブンティーン、原題：Mickey 17）は、2025年のアメリカ合衆国のSFブラックコメディ映画。エドワード・アシュトンによる2022年の小説『ミッキー7』を原作とし、監督はポン・ジュノが務める。映倫G区分、上映時間137分。
本作は、死しても新たな肉体を得て再生する任務を帯びた主人公・ミッキーの冒険を描いている。

## あらすじ
不幸続きの男・ミッキーはこの境遇から脱するために、死しても生き返る仕事を得る。ある日、彼のコピーが本人の前に現れる。ただ一人しか生き残れないことを知ったミッキーは自分を搾取する権力者たちに反撃する。

## 登場人物 / キャスト
ミッキー・バーンズ、ミッキー2〜18
演 - ロバート・パティンソン、日本語吹替 - 成河
ナーシャ・バリッジ
演 - ナオミ・アッキー、日本語吹替 - 田村睦心
ケネス・マーシャル
演 - マーク・ラファロ、日本語吹替 - 山路和弘
イルファ・マーシャル
演 - トニ・コレット、日本語吹替 - 朴璐美
ティモ
演 - スティーヴン・ユァン、日本語吹替 - 中村悠一
ドロシー
演 - パッシー・フェラン、日本語吹替 - 花澤香菜
アーカディ
演 - キャメロン・ブリットン、日本語吹替 - 田中美央
プレストン
演 - ダニエル・ヘンシャル、日本語吹替 - 小形満
ジーク
演 - スティーブ・パーク、日本語吹替 - 上田燿司
カイ・キャッツ
演 - アナマリア・ヴァルトロメイ、日本語吹替 - 内田真礼
レッド・ヘアー
演 - ホリデイ・グレインジャー
チャーリー
演 - アンガス・イムリー、日本語吹替 - 吉原光
ハトの着ぐるみ男
演 - ティム・キー、日本語吹替 - 間宮康弘
バズーカ・ソルジャー
演 - トーマス・ターグーズ
ダリウス・ブランク
演 - イアン・ハンモア
マシュー
演 - マイケル・モンロー、日本語吹替 - 宮瀬尚也
ジェニファー・チルトン
演 - エレン・ロバートソン、日本語吹替 - 國府咲月

## 公開
当初は2024年3月29日に全米での公開を予定していたが、SAG-AFTRAによるストライキの影響で製作に遅延が生じていたことから、一旦延期。その後も2度の公開日時変更を経て、最終的に2025年3月7日に公開されることが確定した。なお、監督のポン・ジュノの出身国である韓国では同年2月28日の先行公開が予定されている。
日本では2025年2月に公開される予定だったが、前述のアメリカでの公開延期の影響を受ける形で、同様に2度の公開日時変更を経て、最終的に同年3月28日に公開されることが確定した。